# Evert

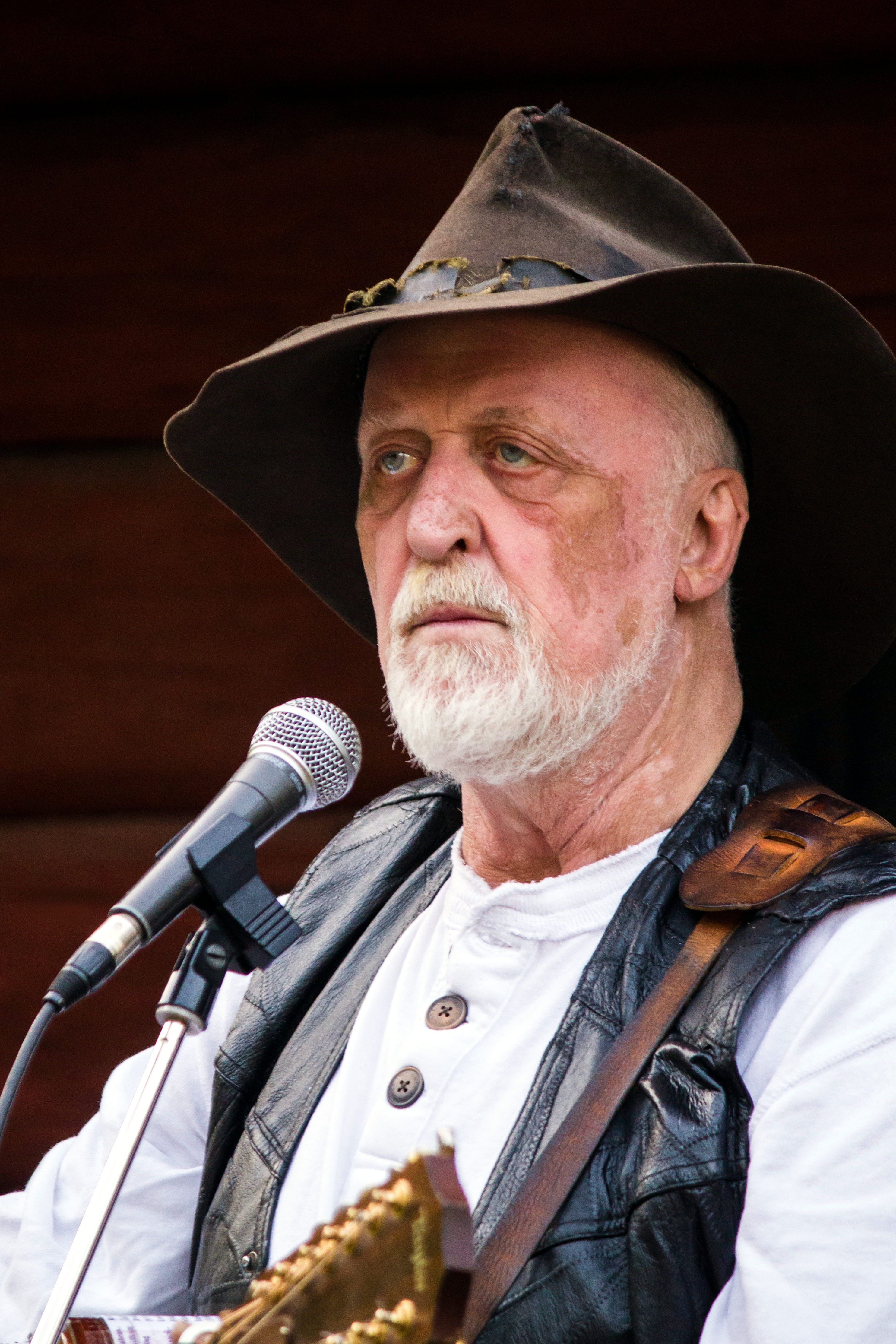
Ewert Ljusberg, 2013.

Evert eller Ewert är ett mansnamn med tyskt ursprung. Det är en lågtysk form av Eberhard som är bildat av eber - "vildsvin" och hard - "hård", "stark". 
Namnet har använts som dopnamn i Sverige sedan 1300-talet och var ett modenamn då det infördes i almanackan för drygt 100 år sedan. Sedan 1940 har Evert blivit ett allt ovanligare förnamn och bland de yngsta pojkarna är det mycket ovanligt som tilltalsnamn. 31 december 2008 fanns det totalt 20 339 personer i Sverige med namnet, varav 2 934 med det som tilltalsnamn. Förnamnet bärs även av en kvinna, dock ej som tilltalsnamn.
Namnsdag i Sverige: 24 oktober (sedan 1901). I den finlandssvenska namnsdagslängden har Evert namnsdag 9 september sedan starten 1929, då en egen namnsdagskalender togs i bruk för finlandssvenskar.

## Personer med namnet Evert
- Ewert Amnefors, psalmförfattare
- Evert Båge, generalmajor
- Karl-Ewert Christenson, signaturen Karl-Ewert, revy- och sångtextförfattare
- Evert Granholm, skådespelare, sångare och produktionsledare
- Evert Gunnarsson, roddare, OS-silver 1956
- Evert Horn af Kanckas, ståthållare och fältmarskalk
- Evert Huldén, finlandssvensk författare och bonde
- Ewert Karlsson, konstnär och tecknare känd som EWK
- Evert Lindkvist, skådespelare
- Ewert Ljusberg, trubadur och underhållare, president i Republiken Jämtland
- Evert Lundquist, målare och grafiker
- Evert Lundström, författare till historiska romaner och deckare
- Evert Nyberg, friidrottare, bragdmedaljör
- Evert Sandin, spelman
- Evert Svensson, politiker
- Evert Taube, viskompositör
- Evert Fredrik Taube, amiral och friherre på 1600-talet
- Evert Vilhelm Taube, friherre och militär på 1700-talet
- Evert Vedung, statsvetare och författare
- Ewert Wrangel, professor samt litteratur- och konstkritiker
- Brita Ewert, operasångerska
- Chris Evert, amerikansk tennisspelare